# Teresa del Po
Teresa del Po (Roma, 20 agosto 1649 – Napoli, 5 agosto 1713) è stata una pittrice, incisore e miniaturista italiana del tardo barocco.

## Biografia
Figlia di Pietro del Po e di Porsia Compagna, seguendo l'esempio del fratello Giacomo del Pò, avviò la sua formazione artistica a Roma sotto le cure del padre, pittore ed incisore anch'egli.

Della sua prima attività romana non rimane quasi traccia anche se il fatto di essere stata ammessa all'Accademia di S. Luca, possibilità non comune all'epoca per una donna, testimonia le sue doti artistiche. Condusse la sua attività artistica inizialmente a Roma, per poi spostarsi a Napoli, ove lavorò per molti anni. Era solita firmare le opere come Theresia del Po anche se secondo alcune fonti, il cognome andrebbe correttamentre scritto come del Pò.

Morì a Napoli nell'agosto del 1713 lasciando una figlia, Vittoria, anch'ella miniaturista e disegnatrice ma che non raggiunse mai la bravura della madre né, tantomeno, la sua notorietà.

## Attività artistica

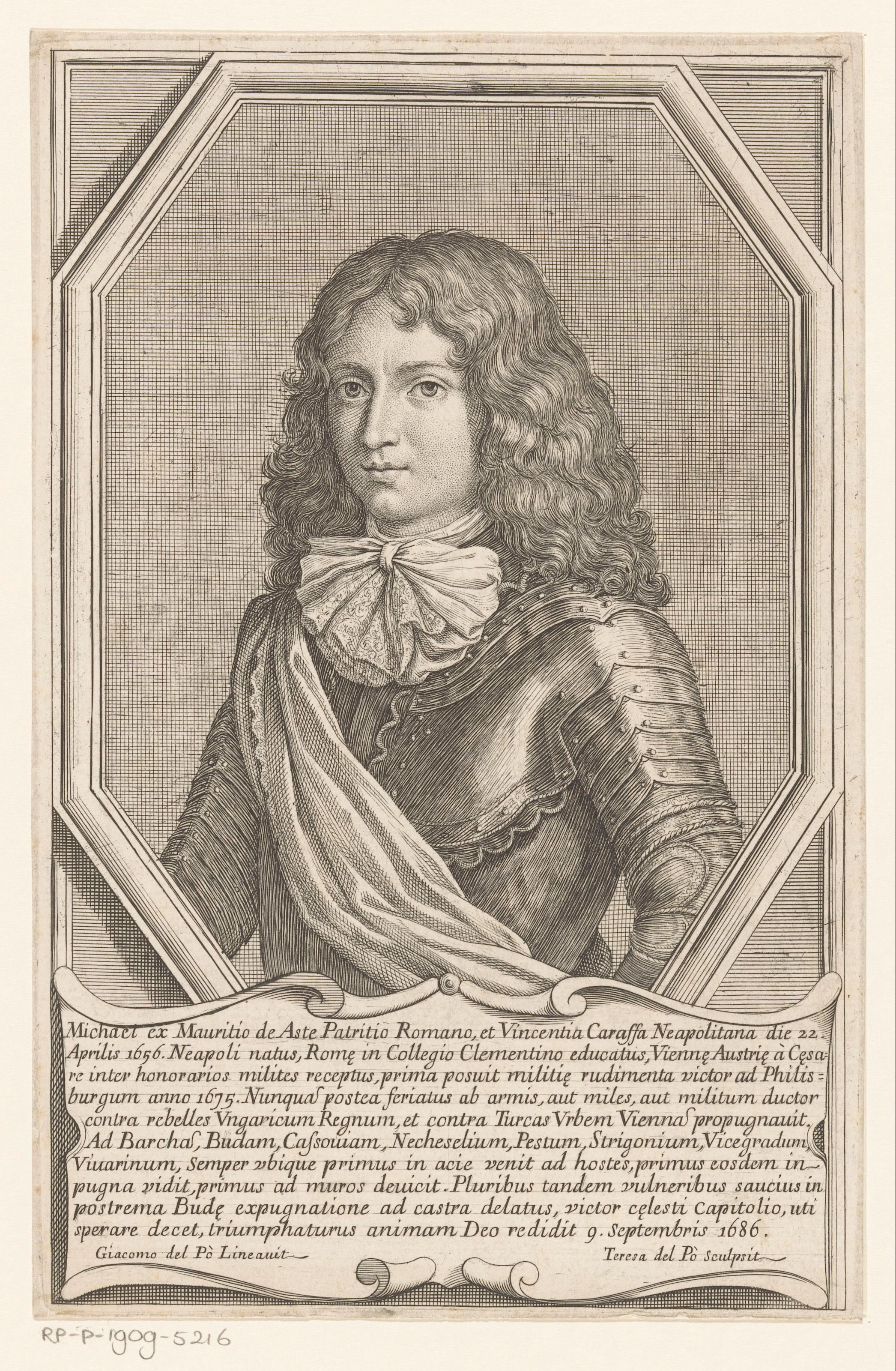
Ritratto del barone Michele d'Aste (1656-1686

A Roma collaborò con il fratello in una serie di incisioni che andarono a illustrare libri e pubblicazioni a carattere religioso. A causa della necessità di doversi confrontare a Roma, con artisti maggiormente dotati, specie nella produzione di grandi opere pittoriche, Teresa decide di specializzarsi nel campo miniaturistico ottenendo una certa popolarità per la sua bravura nei ritratti prodotti con tale tecnica. Trasferitasi a Napoli nel 1683 con il fratello, continua la sua attività di illustratrice di libri che, pur essendo di modesta fattura, acquistano valore proprio grazie all'opera dell'artista. Nel 1687 dimorò a Benevento con la famiglia, poiché il padre era stato incaricato di eseguire delle pitture per il Duomo di questa città. Durante il soggiorno beneventano, la del Po ritrasse alcuni notabili del luogo ed eseguì delle incisioni raffiguranti l'Arco di Traiano. Della sua produzione pittorica sono conservate poche opere tra le quali ricordiamo:
- due tempere oggi facenti parte della presso la collezione Marco Grassi a New York;
- il ritratto di don Pietro Moncada e un ritratto raffigurante una Santa, entrambi pastelli e conservati nei depositi dei musei palermitani;
- un ritratto a pastello raffigurante la Maddalena conservato a Nantes, nel Museo dipartimentale Thomas Dobrée;[7]
- un ritratto raffigurante un gentiluomo conservato nella pinacoteca del Museo di Capodimonte.

Purtroppo una sua opera a pastello, ritraente l'Addolorata e originariamente conservato a Tursi (in provincia di Matera, nella Cattedrale dell'Annunziata è andato distrutto in un incendio l'8 novembre 1998.
Diversa sorte, invece, ha avuto la sua produzione di incisioni delle quali rimangono molte opere a testimonianza della bravura dell'artista; tra queste vi sono alcune stampe raffiguranti il già ricordato Arco di Traiano di Benevento, conservate nel Gabinetto nazionale delle stampe di Roma e la famosa incisione che rappresenta il catafalco funebre in memoria del nobile Antonio Miroballo, eretto nella chiesa napoletana di San Giovanni a Carbonara.